# Tenatoprazolo
Il tenatoprazolo è un farmaco appartenente alla classe degli inibitori della pompa protonica.
La molecola è stata sintetizzata in Giappone dalla casa farmaceutica Mitsubishi Tanabe Pharma Corporation originariamente nel 2003, ed è sotto sperimentazione clinica in Fase I.

## Caratteristiche specifiche
La principale differenza con gli altri farmaci IPP è che il tenatoprazolo ha un'emivita sette volte più lunga, ovvero circa una settimana contro le 22-26 ore degli altri; ciò significa che sarebbe sufficiente un'unica assunzione settimanale della molecola, rispetto all'assunzione giornaliera utilizzata per gli altri IPP.

## Indicazioni
Se immesso in commercio, potrebbe venire utilizzato contro l'ulcera gastrica e duodenale e la sindrome di Zollinger-Ellison.
Nonostante alcune differenze a livello di farmacocinetica, tutte le diverse molecole degli IPP non sembrano avere profili di efficacia clinica significativamente diversi tra loro, anche nei protocolli per l'eradicazione dell'Helicobacter pylori; in ambito di sanità pubblica e farmacoeconomia, la scelta tra i diversi IPP dovrebbe quindi tenere conto anche del rapporto costi/benefici, orientandola in direzione delle molecole più economiche a parità di efficacia (come il lansoprazolo).
Alla luce delle delibere nelle regioni italiane (vedi quella campana, calabrese, laziale, ecc.) l'ordine di preferenza prescrittiva costo/beneficio è variata. In seguito anche alle evidenze scientifiche internazionali reperibili sul BIF (AIFA) n·5 del 2008, è sempre più rilevante la possibilità di evitare le interferenze con altri farmaci di terapie concomitanti.
Tuttavia, tali informazioni potrebbero non essere valide per il tenatoprazolo, data la sua emivita che lo diversifica parecchio dai classici IPP che durano 24 ore.